# Hardangerfjord
L'Hardangerfjord è un fiordo della Norvegia, localizzato nell'omonimo distretto nella contea di Vestland. Con i suoi 179 km di lunghezza è il quinto fiordo più lungo del mondo ed il secondo più lungo della Norvegia.
L'Hardangerfjord si collega con l'Oceano Atlantico a sud della città di Bergen, nel sud-ovest della Norvegia. Da qui il fiordo penetra in direzione nord-est, fino ad incontrare l'altopiano montuoso del Parco nazionale Hardangervidda. Un ramo secondario, il Sørfjorden, taglia verso sud dal fiordo principale per una lunghezza di 50 km. La sua profondità massima è di oltre 800 metri, in prossimità di Norheimsund, a metà del fiordo.

## Diramazioni
Dal fiordo principale si diramano molti bracci laterali e sezioni del fiordo che assumono nomi specifici.
Le diramazioni ordinate da ovest a est sono:
- Bømlafjorden (rappresenta l'entrata ovest del fiordo)
  - Børøyfjorden
  - Stokksundet
  - Bjøafjorden
- Husnesfjorden  (nell'area di Husnes)
- Onarheimsfjorden (nell'area di Onarheim)
  - Lukksundet
- Kvinnheradsfjorden 
  - Øynefjorden
- Sildefjorden 
  - Maurangsfjorden
- Hissfjorden
  - Strandebarmsbukta
- Ytre Samlafjorden
  - Fyksesundet
- Indre Samlafjorden
- Utnefjorden
  - Granvin Fjord
  - Sørfjorden
- Eid Fjord
  - Osa Fjord
    - Ulvikafjorden

  - Simadal Fjord